# 연속 간행물
출판이나 문헌정보학·도서관학에서 연속(連續, serial) 또는 연속 간행물(連續刊行物) 용어는 “일반적으로 권호가 매겨진(또는 날짜가 지정된) 개별 부분의 연속으로써 동일한 제목으로 발행된 모든 매체에서 종간(終刊)을 예정하지 않고 규칙적 또는 불규칙한 간격으로 계속하여 나타나는(또는 발행되는)” 요소에 적용된다.

## 정기간행물
일반적인 연속 간행물과는 달리 정기 간행물은 “연속 간행물 고유한 제목을 가진 연재물로, 여러 기사가 섞여서 포함되어 있으며 … 한 명 이상의 기고자에 의해 발행되며 … 1년 미만의 명시된 정기적 주기로 발행된다. 최종호가 언제 나올지에 대한 사전 결정은 없다.”라고 정의된다. 따라서 정기 간행물은 불규칙한 주기의 출판 시간을 인정하지 않는다. 여기에는 잡지와 학술지가 포함되지만 프로시딩은 포함되지 않는다. 신문도 또한 포함되지 않는다.

## 계속자료
계속자료(continuing resource; 繼續資料)는 기록매체의 종류와 관계없이 종간을 예정하지 않고 간행되는 모든 유형의 자료이며, 연속간행물의 상위 개념이다.

## 같이 보기
- 분류:연속간행물
- 정기 간행물
- 학술지 및 Academic publishing
- 총서 (책)
- 국제 표준 연속 간행물 번호
- ISO 4 (영어)
- 모노그래프 및 모노그래프 시리즈 (영어)
- 연속간행물 상세 표준 식별코드
- 연속간행물 위기 (영어)